# Distretto di Raiymbek
Il distretto di Raiymbek (in kazako Райымбек ауданы?) è un distretto (audan) del Kazakistan con capoluogo Kegen.